# MaxNormal.TV
MaxNormal.TV (ou Max Normal) est un groupe de hip-hop sud-africain, originaire du Cap. Formé en 2001, il a évolué pour donner le groupe Die Antwoord. Le nom du groupe est tiré d'un personnage de la BD Judge Dredd.

## Biographie
La dernière performance de Max Normal se fait en soutien à Faithless en 2002 au Cap. Jones décide de séparer le groupe, et d'emménager au Cap pour former le groupe The Constructus Corporation, pendant que les autres membres formeront Chromoscience,.

## Discographie

### Albums studio
- 2001 : Songs from the Mall
- 2007 : Rap Made Easy
- 2008 : Good Morning South Africa

### Collaborations
- 2005 :Organ Grinder sur The Fantastic Kill par Watkin Tudor Jones (sous son pseudonyne Max Normal)